# Podsavezna nogometna liga AKMO 1956./57.
Podsavezna nogmetna liga AKMO, također i kao Liga Nogometnog podsaveza Autonomne Kosovsko-metohijske oblasti, Liga Podsaveza AKMO, Podsavezna liga Kosova, Liga Futbalskog potsaveza AKMO - Priština je bila liga četvrtog stupnja nogometnog prvenstva Jugoslavije u sezoni 1956./57. 
 Sudjelovalo je 8 klubova, a prvak je bio "Rudnik" iz Ajvalije. 

## Ljestvica
| mj. | klub                   | ut. | pob. | ner. | por. | gol+ | gol- | bod |
| --- | ---------------------- | --- | ---- | ---- | ---- | ---- | ---- | --- |
| 1.  | Rudnik Ajvalija        | 14  | 8    | 3    | 3    | 46   | 23   | 19  |
| 2.  | Lab Podujevo           | 14  | 7    | 4    | 3    | 29   | 23   | 18  |
| 3.  | Crvena zvezda Gnjilane | 14  | 7    | 3    | 4    | 34   | 31   | 17  |
| 4.  | Deva Đakovica          | 13  | 6    | 2    | 5    | 30   | 22   | 14  |
| 5.  | Sloga Lipljan          | 14  | 5    | 4    | 5    | 32   | 36   | 14  |
| 6.  | Odbrana Prizren        | 13  | 4    | 5    | 4    | 35   | 24   | 13  |
| 7.  | Mladi Rudar Obilić     | 13  | 2    | 4    | 7    | 15   | 25   | 8   |
| 8.  | Podrimlje Orahovac     | 13  | 0    | 5    | 8    | 11   | 48   | 5   |

- ljestvica bez rezultata dvije utakmice

## Rezultatska križaljka
| kratica | klub                   | CRZ | DEVA | LAB | MLR | ODB | POD | RUD | SLO |
| --- | ---------------------- | --- | ---- | --- | --- | --- | --- | --- | --- |
| CRZ | Crvena zvezda Gnjilane |     |      |     |     |     |     |     |     |
| DEVA | Deva Đakovica          |     |      |     |     |     |     |     |     |
| LAB | Lab Podujevo           |     |      |     |     |     |     |     |     |
| MLR | Mladi Rudar Obilić     |     |      |     |     |     |     |     |     |
| ODB | Odbrana Prizren        |     |      |     |     |     |     |     |     |
| POD | Podrimlje Orahovac     |     |      |     |     |     |     |     |     |
| RUD | Rudnik Ajvalija        |     |      |     |     |     |     |     |     |
| SLO | Sloga Lipljan          |     |      |     |     |     |     |     |     |
| |                        |     |      |     |     |     |     |     |     |
| podebljan rezultat - utakmice od 1. do 7. kola (1. utakmica između klubova) rezultat normalne debljine - utakmice od 8. do 14. kola (2. utakmica između klubova) rezultat nakošen - nije vidljiv redoslijed odigravanja međusobnih utakmica iz dostupnih izvora rezultat nakošen i smanjen * - iz dostupnih izvora nije uočljiv domaćin susreta prekrižen rezultat - poništena ili brisana utakmica p - utakmica prekinuta 3:0 p.f. / 0:3 p.f. - rezultat 3:0 bez borbe n.i. - nije igrano |                        |     |      |     |     |     |     |     |     |

 Izvori: 